# Honne y tatemae
Honne y tatemae son palabras del idioma japonés que hacen referencia a los sentimientos y comportamientos externos de una persona.

## Definición
- Honne (本音?   literalmente "sonido verdadero") hace referencia a los verdaderos sentimientos y deseos de una persona. Estos pueden ser diferentes de lo que la sociedad espera o requiere, de acuerdo a las circunstancias o la posición de la persona, y con frecuencia se mantienen ocultos o se revelan sólo al círculo más cercano de amigos.

- Tatemae (建前?   literalmente "construido delante", es decir, "fachada") es la conducta y las opiniones que uno muestra en público. Tatemae es lo que es necesario o lo que la sociedad espera, de acuerdo a las circunstancias o la posición de la persona. El tatemae puede o no coincidir con el honne de una persona.

La línea divisoria entre honne y tatemae es considerada de suma importancia en la cultura japonesa. Algunos especialistas en cultura japonesa (nihonjinron) han afirmado que el solo hecho de que el idioma japonés tenga palabras específicas para estos conceptos es evidencia de la gran complejidad y rigidez del protocolo y la cultura japonesas.

## Causas
Honne y tatemae son posiblemente una necesidad cultural resultado del importante número de personas que vive en una isla relativamente pequeña. Aún con las técnicas modernas de agricultura, hoy Japón solo produce el 39% del alimento necesario para alimentar su población. Por ello, antes de la era moderna, la cooperación y la ausencia de conflictos eran de vital importancia en la vida cotidiana. Para esta razón, el japonés tiende a esforzarse mucho para evitar conflictos, especialmente dentro de grandes grupos. 
El conflicto entre honne y giri (obligaciones sociales) es uno de los principales temas del drama japonés a través de los tiempos. Estereotipadamente, el protagonista tendría que escoger entre el llevar a cabo sus obligaciones familiares o seguir un amorío prohibido. Al final, la muerte sería la única manera de resolver el dilema.

## Efectos
Fenómenos contemporáneos como el hikikomori (aislamiento social) o el "soltero parásito" son vistos como ejemplos del creciente problema de las nuevas generaciones japonesas que crecen incapaces de lidiar con las complejidades de honne/tatemae y las presiones de la sociedad nipona. 
En la antropología y el arte de Occidente se debate sobre si tatemae y honne son fenómenos solo japoneses. Algunos eruditos sostienen que los conceptos de honne y tatemae deben ser analizados cuidadosamente para evitar caer en la trampa de generar una visión de Japón y de los japoneses que no se corresponden con la realidad. Los conceptos de tatemae y honne puede ser asociados fácilmente con nihonjinron, un punto de vista que considera a la sociedad japonesa completamente homogénea, presuponiendo que el japonés difiere radicalmente de todos los otros pueblos conocidos. Un ejemplo de esta opinión es la de la autora Chie Nakane. Muchos investigadores japoneses como Amino Yoshihiko y Eiji Oguma, sostienen que estas visiones nacionalistas son solo una ilusión, y consideran un error conceptual la idea de que la nación japonesa es homogénea y que las reglas de la sociedad japonesa solo pueden ser comprendidas por japoneses nativos y no por extranjeros.